# Matilla de Arzón
Matilla de Arzón é um município da Espanha na província de Zamora, comunidade autónoma de Castela e Leão, de área 30 km² com população de 218 habitantes (2007) e densidade populacional de 8,09 hab/km².

## Demografia
| Variação demográfica do município entre 1991 e 2004 | Variação demográfica do município entre 1991 e 2004 | Variação demográfica do município entre 1991 e 2004 | Variação demográfica do município entre 1991 e 2004 |
| --------------------------------------------------- | --------------------------------------------------- | --------------------------------------------------- | --------------------------------------------------- |
| 1991                                                | 1996                                                | 2001                                                | 2004                                                |
| 327                                                 | 281                                                 | 252                                                 | 246                                                 |